# Junge Welt-Pokal 1966
Der Junge Welt-Pokal 1966 war die 18. Auflage des höchsten Fußball-Pokalwettbewerbs der Altersklasse 16–18 auf dem Gebiet der DDR, der vom Zentralrat der FDJ in Verbindung mit dem Jugendausschuss der Sektion Fußball der DDR veranstaltet und durchgeführt wurde. Er begann am 2. April 1966 mit der Vorrunde und endete am 26. Juni 1966 mit dem Finale in Karl-Marx-Stadt. In der Neuauflage des Vorjahresfinals ging der Pokalsieg diesmal an den BFC Dynamo, durch ein 5:1 im Finale gegen den FC Karl-Marx-Stadt.

## Teilnehmende Mannschaften
Am Junge Welt-Pokal der Junioren (A-Jugend) für die Altersklasse (AK) 16–18 nahmen neben dem Pokalverteidiger, die Pokalsieger aus Ost-Berlin und den 14 Bezirken auf dem Gebiet der DDR teil. Spielberechtigt waren Spieler bis zum 18. Lebensjahr (Stichtag: 1. Juni 1947 bis 31. Mai 1949).
Folgende Mannschaften nahmen am Junge Welt-Pokal teil:
| - Bezirk Rostock TSG Wismar - Bezirk Schwerin BSG Motor Schwerin - Bezirk Neubrandenburg BSG Einheit Ueckermünde - Bezirk Potsdam BSG Motor Babelsberg - Ost-Berlin BFC Dynamo | - Bezirk Frankfurt (Oder) TSG Fürstenwalde - Bezirk Magdeburg BSG Lokomotive Stendal - Bezirk Halle HFC Chemie - Bezirk Leipzig BSG Chemie Leipzig - Bezirk Cottbus BSG Energie Cottbus | - Bezirk Dresden SG Dynamo Dresden - Bezirk Karl-Marx-Stadt BSG Motor Zwickau - Bezirk Erfurt FC Rot-Weiß Erfurt - Bezirk Gera FC Carl Zeiss Jena - Bezirk Suhl BSG Chemie Lauscha |
| FC Karl-Marx-Stadt (Pokalverteidiger) | | |

## Vorrunde

### Modus
In der Vorrunde wurden die Teilnehmer in vier Staffeln zu je vier Mannschaften weitestgehend nach geographischen Gesichtspunkten eingeteilt. In jeder Staffel wurde an zwei aufeinanderfolgenden Tagen nach dem Modus „Jeder gegen Jeden“ der Staffelsieger ermittelt. Bei Punktgleichheit entschied zuerst das Torverhältnis und danach die meist erzielten Tore. Die Spielzeit betrug je Spiel 2 × 30 Minuten. Die Staffelsieger qualifizierten sich für das Endrundenturnier in Karl-Marx-Stadt und Zwickau.

### Staffel 1
Die Spiele der Staffel 1 wurden am 2. und 3. April 1966 in Ost-Berlin ausgetragen.
Spielstätten: Friedrich-Ludwig-Jahn-Sportpark, Sportplatz Wendenschloßstraße, Sportforum Hohenschönhausen und Stadion An der Alten Försterei
| Pl. | Mannschaft              | Sp. | S | U | N | Tore    | Diff. | Punkte |
| --- | ----------------------- | --- | - | - | - | ------- | ----- | ------ |
| 1.  | BFC Dynamo              | 3   | 2 | 1 | 0 | 012:200 | +10   | 05:10  |
| 2.  | TSG Wismar              | 3   | 2 | 1 | 0 | 007:400 | +3    | 05:10  |
| 3.  | BSG Motor Schwerin      | 3   | 1 | 0 | 2 | 005:800 | −3    | 02:40  |
| 4.  | BSG Einheit Ueckermünde | 3   | 0 | 0 | 3 | 002:120 | −10   | 0:60   |

| Datum                |                         | Ergebnis |                         |
| -------------------- | ----------------------- | -------- | ----------------------- |
| Sa 02.04., 14:45 Uhr | BSG Motor Schwerin      | 4:1      | BSG Einheit Ueckermünde |
| Sa 02.04., 15:15 Uhr | TSG Wismar              | 2:2      | BFC Dynamo              |
| So 03.04., 09:00 Uhr | BFC Dynamo              | 6:0      | BSG Einheit Ueckermünde |
| So 03.04., 10:15 Uhr | TSG Wismar              | 3:1      | BSG Motor Schwerin      |
| So 03.04., 14:45 Uhr | BSG Einheit Ueckermünde | 1:2      | TSG Wismar              |
| So 03.04., 14:45 Uhr | BFC Dynamo              | 4:0      | BSG Motor Schwerin      |

### Staffel 2
Die Spiele der Staffel 2 wurden am 2. und 3. April 1966 im Georgij-Dimitroff-Stadion von Erfurt ausgetragen.
| Pl. | Mannschaft         | Sp. | S | U | N | Tore    | Diff. | Punkte |
| --- | ------------------ | --- | - | - | - | ------- | ----- | ------ |
| 1.  | SG Dynamo Dresden  | 3   | 2 | 1 | 0 | 004:000 | +4    | 05:10  |
| 2.  | FC Carl Zeiss Jena | 3   | 1 | 2 | 0 | 009:100 | +8    | 04:20  |
| 3.  | FC Rot-Weiß Erfurt | 3   | 1 | 1 | 1 | 006:200 | +4    | 03:30  |
| 4.  | BSG Chemie Lauscha | 3   | 0 | 0 | 3 | 000:160 | −16   | 0:60   |

| Datum                |                    | Ergebnis |                    |
| -------------------- | ------------------ | -------- | ------------------ |
| Sa 02.04., 12:30 Uhr | FC Rot-Weiß Erfurt | 5:0      | BSG Chemie Lauscha |
| Sa 02.04., 15:15 Uhr | SG Dynamo Dresden  | 0:0      | FC Carl Zeiss Jena |
| So 03.04., 09:00 Uhr | BSG Chemie Lauscha | 0:3      | SG Dynamo Dresden  |
| So 03.04., 10:15 Uhr | FC Carl Zeiss Jena | 1:1      | FC Rot-Weiß Erfurt |
| So 03.04., 14:30 Uhr | FC Rot-Weiß Erfurt | 0:1      | SG Dynamo Dresden  |
| So 03.04., 15:45 Uhr | BSG Chemie Lauscha | 0:8      | FC Carl Zeiss Jena |

### Staffel 3
Die Spiele der Staffel 3 wurden am 2. und 3. April 1966 im Zentralstadion und im Georg-Schwarz-Sportpark von Leipzig ausgetragen.
| Pl. | Mannschaft           | Sp. | S | U | N | Tore    | Diff. | Punkte |
| --- | -------------------- | --- | - | - | - | ------- | ----- | ------ |
| 1.  | FC Karl-Marx-Stadt   | 3   | 2 | 1 | 0 | 006:100 | +5    | 05:10  |
| 2.  | BSG Motor Babelsberg | 3   | 1 | 1 | 1 | 002:200 | ±0    | 03:30  |
| 3.  | BSG Chemie Leipzig   | 3   | 0 | 3 | 0 | 000:000 | ±0    | 03:30  |
| 4.  | TSG Fürstenwalde     | 3   | 0 | 1 | 2 | 001:600 | −5    | 01:50  |

| Datum                |                      | Ergebnis |                      |
| -------------------- | -------------------- | -------- | -------------------- |
| Sa 02.04., 11:45 Uhr | TSG Fürstenwalde     | 0:2      | BSG Motor Babelsberg |
| Sa 02.04., 13:15 Uhr | FC Karl-Marx-Stadt   | 0:0      | BSG Chemie Leipzig   |
| So 03.04., 09:00 Uhr | FC Karl-Marx-Stadt   | 4:1      | TSG Fürstenwalde     |
| So 03.04., 10:15 Uhr | BSG Chemie Leipzig   | 0:0      | BSG Motor Babelsberg |
| So 03.04., 14:45 Uhr | BSG Motor Babelsberg | 0:2      | FC Karl-Marx-Stadt   |
| So 03.04., 16:00 Uhr | TSG Fürstenwalde     | 0:0      | BSG Chemie Leipzig   |

### Staffel 4
Die Spiele der Staffel 4 wurden am 2. und 3. April 1966 im Georgij-Dimitroff-Stadion von Zwickau ausgetragen.
| Pl. | Mannschaft             | Sp. | S | U | N | Tore    | Diff. | Punkte |
| --- | ---------------------- | --- | - | - | - | ------- | ----- | ------ |
| 1.  | BSG Motor Zwickau      | 3   | 3 | 0 | 0 | 007:000 | +7    | 06:0   |
| 2.  | HFC Chemie             | 3   | 2 | 0 | 1 | 006:400 | +2    | 04:20  |
| 3.  | BSG Energie Cottbus    | 3   | 1 | 0 | 2 | 003:600 | −3    | 02:40  |
| 4.  | BSG Lokomotive Stendal | 3   | 0 | 0 | 3 | 001:700 | −6    | 0:60   |

| Datum                |                        | Ergebnis |                        |
| -------------------- | ---------------------- | -------- | ---------------------- |
| Sa 02.04., 12:40 Uhr | BSG Motor Zwickau      | 3:0      | BSG Energie Cottbus    |
| Sa 02.04., 13:50 Uhr | HFC Chemie             | 3:1      | BSG Lokomotive Stendal |
| So 03.04., 09:00 Uhr | BSG Energie Cottbus    | 1:3      | HFC Chemie             |
| So 03.04., 10:10 Uhr | BSG Lokomotive Stendal | 0:2      | BSG Motor Zwickau      |
| So 03.04., 14:00 Uhr | BSG Motor Zwickau      | 2:0      | HFC Chemie             |
| So 03.04., 15:10 Uhr | BSG Energie Cottbus    | 2:0      | BSG Lokomotive Stendal |

## Endrundenturnier
Das Endrundenturnier fand vom 25. bis 26. Juni 1966 in Karl-Marx-Stadt und Zwickau (Bezirk Karl-Marx-Stadt) statt.

### Halbfinale
Die Spiele im Halbfinale wurden im Zwickauer Georgij-Dimitroff-Stadion ausgetragen. Die Spielzeit betrug je Spiel 2 × 30 Minuten.
| Datum                |                    | Ergebnis              |                   |
| -------------------- | ------------------ | --------------------- | ----------------- |
| Sa 25.06., 16:00 Uhr | FC Karl-Marx-Stadt | 2:2 n. V. (5:3 i. E.) | SG Dynamo Dresden |
| Sa 25.06., 17:30 Uhr | BSG Motor Zwickau  | 0:1                   | BFC Dynamo        |

### Spiel um Platz 3
Die Spiel um Platz 3 wurde im Zwickauer Georgij-Dimitroff-Stadion ausgetragen.
| Datum                |                   | Ergebnis |                   |
| -------------------- | ----------------- | -------- | ----------------- |
| So 26.06., 10:00 Uhr | SG Dynamo Dresden | 0:2      | BSG Motor Zwickau |

### Finale
Das Finale wurde im Dr.-Kurt-Fischer-Stadion von Karl-Marx-Stadt ausgetragen und vom Oberliga-Schiedsrichter Helmut Bader (Bremen/Rhön) geleitet.
| Datum                |                    | Ergebnis |            |
| -------------------- | ------------------ | -------- | ---------- |
| So 26.06., 14:00 Uhr | FC Karl-Marx-Stadt | 1:5      | BFC Dynamo |